# مارشال زيلازنيك
مارشال زيلازنيك (بالإنجليزية: Marshall Zelaznik)‏ هو مسؤول تنفيذي أمريكي في صناعة الرياضة.